# 맥킨토시의 사나이
《맥킨토시의 사나이》(영어: The Mackintosh Man)는 미국에서 제작된 존 휴스턴 감독의 1973년 냉전 첩보 스릴러 영화이다. 폴 뉴먼 등이 출연하였다.

## 줄거리
사소한 범죄자에서 영국 정보부 요원으로 변신한 조셉 리어든은 런던에 도착한다. 그곳에서 MI5 요원 매킨토시와 그의 부관 스미스 부인은 리어든에게 우편 서비스를 통해 운송되는 다이아몬드를 훔칠 방법을 알려준다. 그는 우체부를 때리면서 이 일을 해낸다. 하지만 그날 저녁, 두 명의 형사가 리어든의 호텔 방을 방문한다.
재판에서 판사는 훔친 다이아몬드를 회수하지 못한 것에 분노하며 리어든에게 20년 징역형을 선고한다. 그곳에서 그는 다른 죄수들과 서서히 어울리기 시작하고, 세탁 업무를 맡게 된다. 수감된 지 며칠 후, 그는 KGB 간첩으로 밝혀진 후 고위 보안시설에 수감된 전직 정보 장교 로널드 슬레이드를 만난다. 그는 다른 수감자들에게 슬레이드에 대해 순진하게 묻지만, 그에 대해 알려진 것은 많지 않다.
몇 주 후, 그는 다이아몬드 지분을 조건으로 감옥에서 탈출시켜 줄 수 있는 조직에 대해 언급하는 수감자에게 접근한다. 리어든은 동의한다. 이틀 후, 교란 작전이 마련되고 연막탄이 벽 너머로 던져진다. 리어든과 동료 죄수(알고 보니 슬레이드였다)는 화물 그물에 의해 들어 올려져 차로 이동한다. 그들은 약물을 투여받고 황량한 시골 어딘가의 비밀 장소로 끌려간다. 깨어난 후, 리어든과 슬레이드는 자신들을 찾는 수색이 잠잠해질 때까지 일주일 동안 그곳에 머물 것이라는 말을 듣는다.
런던에서 매킨토시는 리어든의 진척 상황을 주시한다. 리어든의 감옥 입감은 조직을 밝혀내기 위한 계획된 함정 작전이었다. 영국 하원에서 오랜 친구이자 전쟁 동지인 조지 휠러 의원은 슬레이드 탈출 처리 방식을 비난하는 연설을 한다. 매킨토시는 나중에 휠러에게 접근하여 침묵하는 것이 자신을 곤란하게 할 위험을 줄이는 데 더 나을 것이라고 조언한다. 그러나 휠러는 애국적인 우익인 척했지만 실제로는 KGB의 공산주의 요원이었다. 그는 리어든이 갇혀 있는 조직의 수장에게 정보를 흘린다. 매킨토시는 휠러를 의심했고 그들의 만남을 이용하여 그를 끌어내려고 했다. 매킨토시가 행동하기도 전에 그는 차에 치여 사망한다.
한편, 리어든은 탈출 조직의 의심을 받는다. 호주 범죄자라는 그의 주장을 의심하며 그들은 그를 때리고 경비견으로 공격한다. 그는 반격하여 건물을 탈출하고 불을 지른다. 밖에서도 그는 여전히 경비원과 개에게 쫓긴다. 리어든은 결국 추적자들을 따돌리기 위해 개를 개울에 익사시켜야 했다. 그는 인근 마을에 도착하여 자신이 아일랜드 서해안에 있다는 것을 알게 된다. 그는 분명 휠러의 친한 친구의 사유지에 머물고 있었던 것이다. 리어든은 스미스 부인에게 연락하고, 그녀는 골웨이에서 그를 만나기 위해 날아간다. 슬레이드가 휠러의 개인 요트로 아일랜드 밖으로 밀반출된 것을 깨달은 그들은 이제 휠러가 향하고 있는 몰타의 발레타로 향한다.
몰타에서 그들은 휠러의 파티 중 하나에 침투하여 슬레이드의 행방을 알아내려 한다. 휠러는 매킨토시의 딸인 스미스 부인을 알아보고 그녀에게 약물을 투여한 후 자신의 요트에 태운다. 리어든은 몰타 경찰에게 배를 급습해달라고 요청하지만, 그들은 존경받는 인물인 휠러가 납치와 반역에 연루될 수 있다는 것을 믿으려 하지 않는다. 대신 그들은 여전히 수배 중인 리어든을 체포하려 한다. 도주할 수밖에 없었던 리어든은 휠러가 슬레이드와 함께 스미스 부인을 붙잡고 있는 교회로 쫓아간다. 그들에게 총을 겨누며 리어든은 스미스 부인을 넘겨주라고 명령한다. 휠러와 슬레이드는 리어든에게 자신들을 해치지 않고 보내주면 리어든과 스미스 부인도 살려주겠다고 설득하려 한다. 마지못해 리어든은 동의하지만, 스미스 부인이 총을 집어 들고 슬레이드와 휠러를 쏴 죽이며 매킨토시의 살인에 복수한다. 그녀는 리어든이 자신의 명령을 따르지 않은 방식에 화가 나서 그를 버린다.

## 출연진
- 폴 뉴먼
- 도미니크 상다
- 제임스 메이슨
- 해리 앤드루스
- 이언 배넌
- 마이클 호던
- 나이절 패트릭
- 피터 본
- 롤런드 컬버
- 퍼시 허버트
- 로버트 랭
- 리오 겐
- 제니 러너커
- 존 빈던
- 울프 모리스
- 노엘 퍼셀
- 도널드 웹스터
- 키스 벨
- 니얼 맥기니스
- 에디 번
- 셰인 브라이언트
- 조 린치
- 도널 매캔
- 톰 어윈

## 기타 제작진
- 협력 제작: 윌리엄 힐
- 배역: 웨스턴 드루리 주니어
- 미술: 테리 마시